# Trapelus sanguinolentus
Trapelus sanguinolentus es una especie de reptil escamoso del género Trapelus, familia Agamidae. Fue descrita científicamente por Pallas en 1814.
Habita en Rusia (Daguestán), este del Cáucaso, Kazajistán, Kirguistán, suroeste de Tayikistán, costa este del mar Caspio hasta Kazajistán y hacia el norte de Irán y de Afganistán y el noroeste de China (Sinkiang).

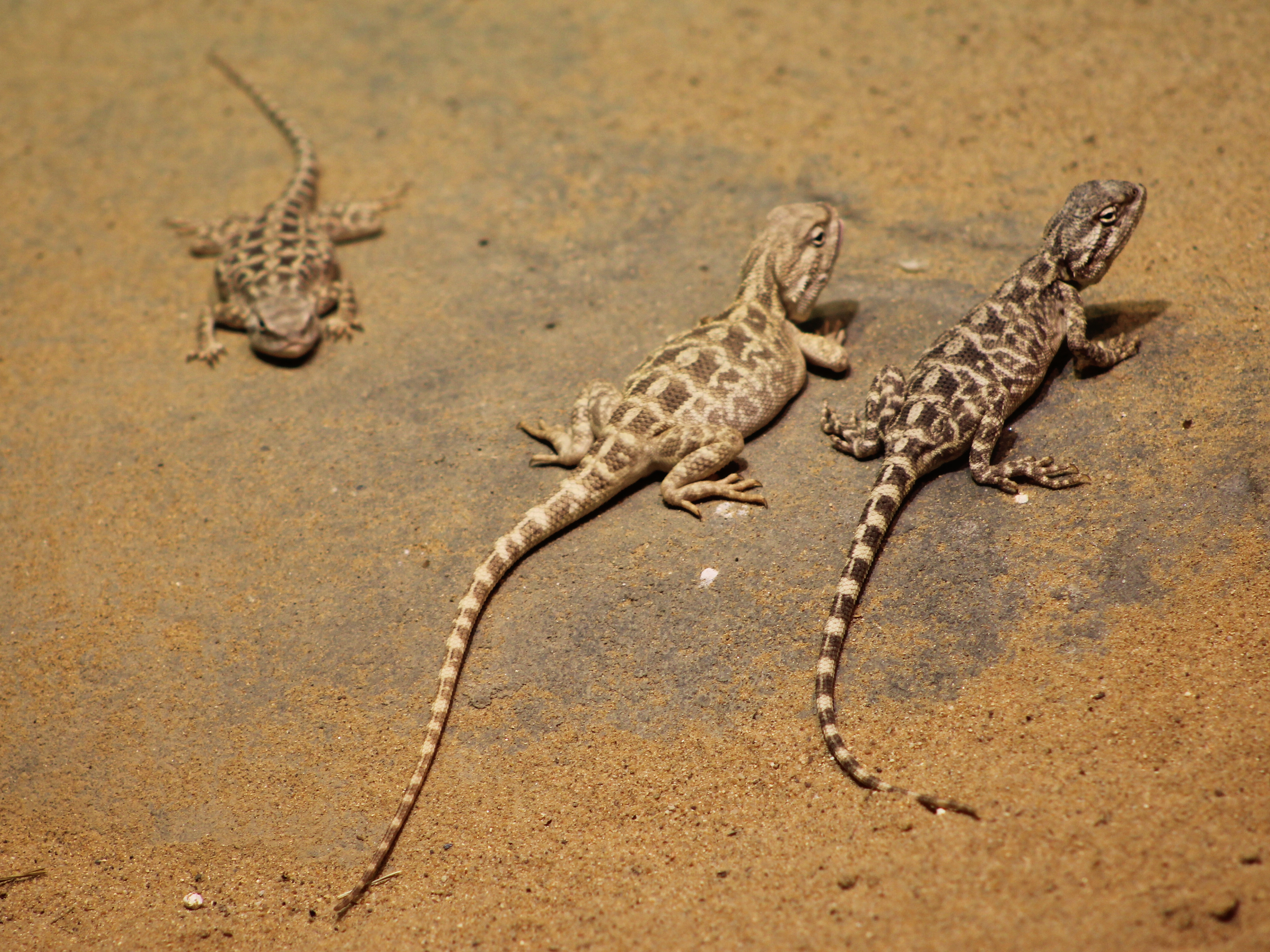
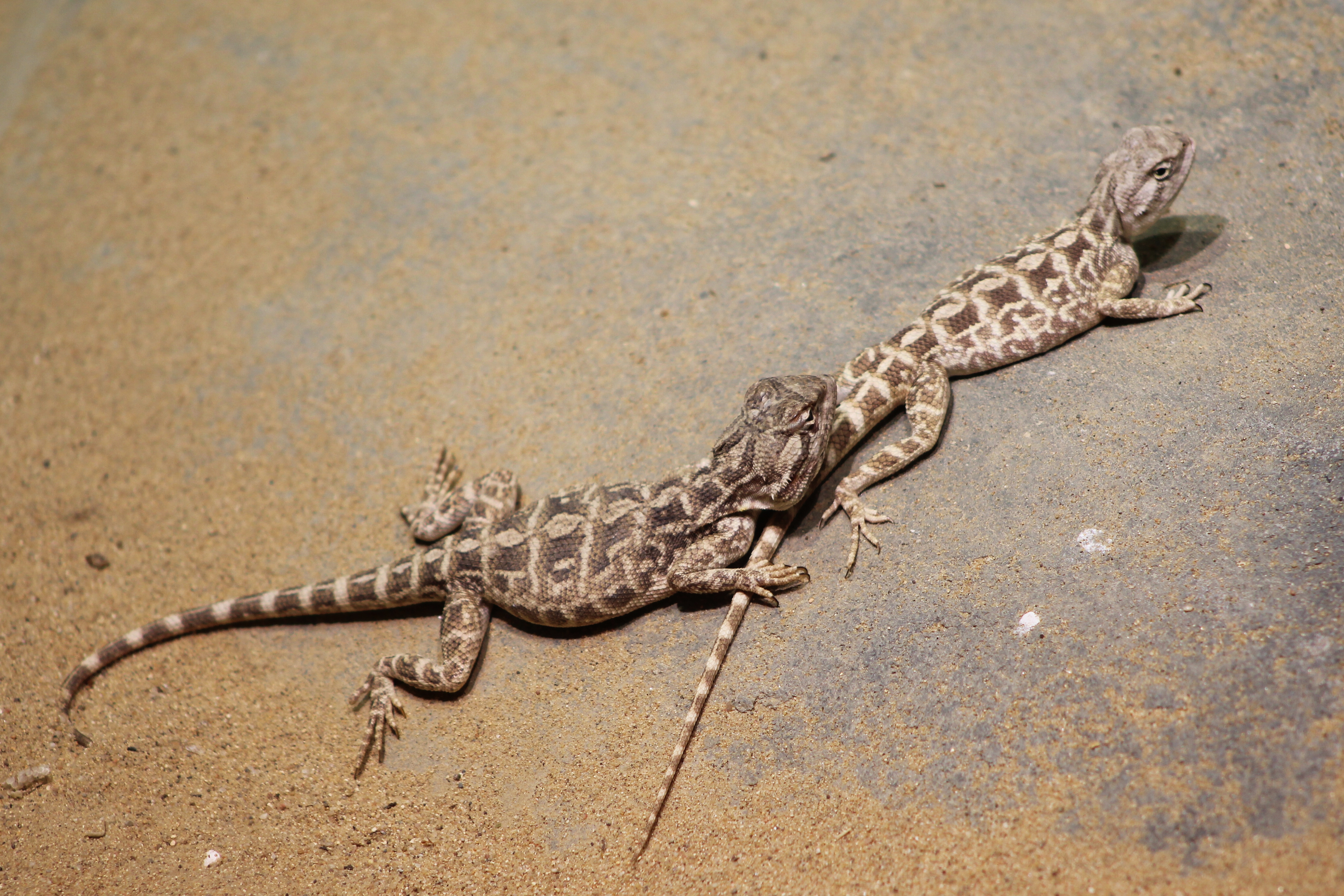
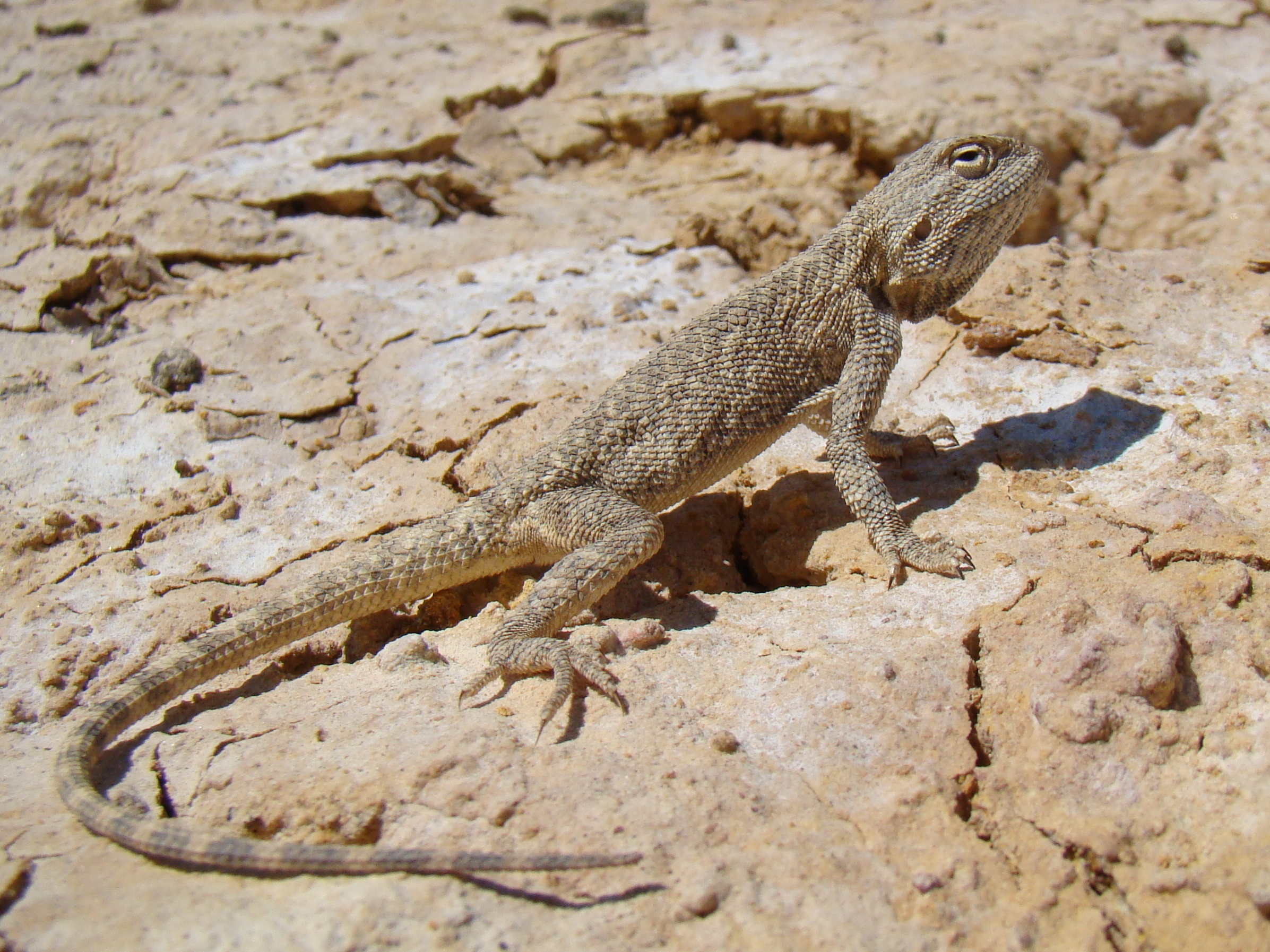